# Pulvinaria randiae
Pulvinaria randiae är en insektsart som beskrevs av Hall 1932. Pulvinaria randiae ingår i släktet Pulvinaria och familjen skålsköldlöss.
Artens utbredningsområde är Zimbabwe. Inga underarter finns listade i Catalogue of Life.